# Borod (rijeka)
Borod je desna pritoka rijeke Crișul Repede u Rumunjskoj.  Ulijeva se u Crișul Repede u Gheghieju. Duljina joj je 17 km, a površina porječja 118 km2.

## Pritoke
Sljedeće rijeke su pritoke Boroda:
- Desno: Răchita, Cetea